# 扶風郡 (僑郡)
扶風郡，中国古代的郡。
東晉時設置的僑郡。劉宋大明元年（457年）割襄陽郡西界為該郡實土。寄治今湖北省穀城縣東北，下領筑陽縣（舊屬順陽郡）、汎陽縣（舊屬順陽郡）及郿1個僑縣。蕭齊因之。南梁時廢郡。

## 其他同名扶風僑郡

### 西扶風郡
東晉末年關中流民入漢中郡，劉宋元嘉二年（425年）置西扶風郡，寄治今陝西省漢中市，領郿、武功2個僑縣。蕭齊因之。

### 北扶風郡
劉宋孝建二年（455年）以秦、雍2州流民置北扶風郡，寄治今陝西省漢中市，領武功、華陰、始平3個僑縣。蕭齊時南遷普安郡武連縣（今四川省劍閣縣西南），改稱扶風郡，下領武功、華陰、茂陵3個僑縣。